# 谷那晋首
谷那 晋首（こくな しんす、生没年不詳）は、百済の官吏。官位は達率。故国の滅亡に伴い、白村江の戦いの後に倭国（日本）へ亡命した。

## 記録
『日本書紀』巻第二十七によれば、白村江の戦いで敗北した天智天皇2年（663年）9月24日（甲戌）に余自信、木素貴子、憶礼福留ら百済の民と倭の船師達と共に弖礼城に至り、翌日倭国へ向けて出航した。天智天皇10年（671年）1月に大山下の冠位を授けられ、その際「閑兵法（つはものにならへり＝兵法を習得していた）」と記載されている。